# Данніель Томас-Додд
Данніель Томас-Додд (англ. Danniel Thomas-Dodd, нар. 11 листопада 1992) — ямайська легкоатлетка, яка спеціалізується у штовханні ядра.

## Спортивні досягнення
Срібна призерка чемпіонату світу (2019).
Срібна призерка чемпіонату світу в приміщенні (2018).
Учасниця двох олімпійських змагань у штовханні ядра (2016, 2021), на кожному з яких не проходила далі кваліфікаційного раунду.
Чемпіонка Панамериканських ігор (2019).
Чемпіонка (2018) та срібна призерка (2022) Ігор Співдружності.
Багаторазова чемпіонка та рекордсменка Ямайки у штовханні ядра.